# Corchoropsis tomentosa
Corchoropsis tomentosa là một loài thực vật có hoa trong họ Cẩm quỳ. Loài này được (Thunb.) Makino mô tả khoa học đầu tiên năm 1903.